# Ljudska ishrana
Ljudska ishrana se odnosi na hranu koja se oralnim putem unosi u organizam. Neizostavni je element svakodnevnog života. Raspoloženje, zdravlje i efikasnost su, između ostalog, uslovljeni zdravom ishranom.

## Nutrijenti
Postoji pet glavnih klasa nutrijenata: ugljeni hidrati, lipidi, proteini, vitamini i minerali. Ove klase nutrijenata se mogu grupisati kao makronutrijenti (potrebni u većim količinama) ili mikronutrijenti (potrebni u manjim količinama).
Makronutrijenti su ugljeni hidrati, lipidi i proteini. Mikronutrijenti su minerali i vitamini. Makronutrijenti pružaju strukturni materijal (aminokiseline iz kojih se grade proteini, i lipide od kojih se formiraju ćelijske membrane i pojedini tipovi signalnih molekula) i energiju.

### Proteini
Proteini ili belančevine imaju prvenstveno gradivnu funkciju u organizmu, što znači da su zaduženi za rast tkiva, kao što su mišići, kosa i nokti. Ljudsko telo je znatnim delom izgrađeno od proteina. Primeri namirnica bogatih proteinima su riba, pileće i ćureće meso, mlečni proizvodi i jaja. Potreban dnevni unos proteina je oko 15% ukupne količine unete hrane. Manji unos prisutan je kod niskoproteinske, korišćene za lečenje fenilketourije i hemocistinurije, a povišen kod visokoproteinske ishrane za bodibildere.

### Ugljeni hidrati
Ugljeni hidrati ili šećeri predstavljaju gorivo organizma, tj. izvor energije potreban za normalno funkcionisanje, kao i za dodatni urošak u vidu rada, treninga i sl. Hrana bogata ugljenim-hidratima su žitarice, krompir, i salata, bilo da je ona voćna ili salata od povrća. Potreban dnevni unos ugljenih-hidrata je oko 60% ukupne hrane. Međutim, niskougljenohidratne dijete kao što je Atkinsova i paleolitska, preporučuju što manji unos ovih nutrijenata.

### Lipidi
Lipidi su prisutni, većim ili manjim delom, u svemu što se oralno unese kroz obrok. Dobra uloga lipida je u zaštita organa, termoizolacija i skladištenje energije. Esecijalne masne kiseline su omega-3 alfa-linolenska kiselina i omega-6 linolenska kiselina. Još dve grupe lipida jesu holesterol i trigliceridi. Vegetarijanstvo i veganstvo bazirani su na niskomasnom hranjenju.

### Vitamini i minerali
Vitamine i minerale je neophodno unositi redovno. Oni su važni za metabolizam, i imaju preventivnu ulogu, tj. ojačavaju imunski sistem. Mogu se naći u voću i povrću, a dostupni su i u obliku tableta.

## Osnovna pravila zdrave ishrane
Zdrav način ishrane se svodi na raznovrsnost i pravilan odabir prehrambenih sastojaka. Osim toga, zdravlje je rezultat i pravilno raspoređenih obroka. Da bi ishrana bila zdrava dnevni unos bi trebalo da sadrži 20 vrsta aminokiselina (gradivnih sastojaka proteina), od kojih je 12 esencijalno.
Pored aminokiselina, koje telo ne može da skladišti, funkcionalnom sistemu su potrebni vitamini radi odbrane imunskog sistema, kao i minerali koji jačaju isti. Ugljeni hidrati čine energetski kapacitet centralnog nervnog sistema, mišića i rada krvnih sudova. Masti daju dodatnu energiju, a potrebno je uzeti u obzir da nezasićene masti prednjače u odnosu na zasićene.
Vlakna uključuju sve hranljive sastojke koje organizam ne može svariti ili apsorbovati. Za razliku od masti, proteina ili uglenih hidrata koje telo razgrađuje, vari i apsorbuje, vlakna ostaju čitava u organizmu. Stoga, ona prolaze kroz želudac i creva i napuštaju telo vezujići za sebe toksine koji se izbacuju iz organizma.

## Način pravilne ishrane
Pravilan i opšte korektan način pravilne ishrane ne postoji. Nijedna ishrana nije potpuna, niti savršena. Važan je kvalitet hrane, ali i količina. Prekomeran unos hrane nije preporučljiv. On se naziva prejedanje, i dovodi do gojaznosti. Gojaznost spada u prvih 50 brzorastućih problema sveta.

## Gojaznost
Gojaznost je bolest 21. veka, budući da sve više ljudi na svetu pati od ove bolesti. Definiše se kao masa tela neprimerena visini i konstituciji osobe. Do gojaznosti dovodi nezdrav način prehrane, tj. odstupanje od zdrave ishrane. Taloženje suvišne masnoće, u koju se obično transformišu ugljeni hidrati, dovodi do formiranja viška masnog tkiva i gojaznosti.

## Literatura
- Nidli, N. (2008), Zakoni zdravlja i izlečenja; Izdavačka kuća "Eden", izdanje za Srbiju
- Galdston, I. (1960). Human Nutrition Historic and Scientific. New York: International Universities Press.
- Mahan, L.K. and Escott-Stump, S., ур. (2000). Krause's Food, Nutrition, and Diet Therapy (10th изд.). Philadelphia: W.B. Saunders Harcourt Brace. ISBN 978-0-7216-7904-4.
- Human Nutrition. Readings from Scientific American. San Francisco: W.H. Freeman & Co. 1978. ISBN 978-0-7167-0183-5.
- Thiollet, J.-P. (2001). Vitamines & minéraux. Paris: Anagramme.
- Walter C. Willett & Meir J. Stampfer (2003). „Rebuilding the Food Pyramid”. Scientific American. 288 (1): 64—71. PMID 12506426. doi:10.1038/scientificamerican0103-64.
- Berg J, Tymoczko JL, Stryer L (2002). Biochemistry (5th изд.). San Francisco: W.H. Freeman. стр. 603. ISBN 978-0-7167-4684-3.
- World Health Organization (WHO) (2000). Technical report series 894: Obesity: Preventing and managing the global epidemic. (PDF). Geneva: World Health Organization. ISBN 92-4-120894-5. Архивирано из оригинала (PDF) 01. 05. 2015. г. Приступљено 04. 01. 2013.
- Kushner, Robert (2007). Treatment of the Obese Patient (Contemporary Endocrinology). Totowa, NJ: Humana Press. стр. 158. ISBN 978-1-59745-400-1. Приступљено 5. 4. 2009.

## Spoljašnje veze
- Архивирано на веб-сајту  (3. јануар 2013)